# Adolf Herforth
Adolf Marian Herforth (ur. 2 lutego 1866 we Lwowie, zm. 13 września 1932 w Krakowie) – generał brygady Wojska Polskiego.

## Życiorys
Adolf Marian Herforth urodził się 2 lutego 1866 we Lwowie, w rodzinie Antoniego, majora cesarskiej i królewskiej armii, i Wiktorii z Szönnerów (Szöttnerów). Był narodowości polskiej i wyznania rzymskokatolickiego. Ukończył cztery klasy w Wojskowej Szkole Realną w Eisenstadt i cztery klasy w Szkole Kadetów w Innsbrucku. 
Jesienią 1885 rozpoczął zawodową służbę wojskową w cesarskiej i królewskiej armii. Został wcielony do Czeskiego Pułku Piechoty Nr 28, który wówczas stacjonował w Pradze. W latach 1894–1896 był słuchaczem Kursu Intendentów Wojskowych w Wiedniu. Po ukończeniu kursu został przydzielony do urzędu intendentów wojskowych z równoczesnym przydziałem do Intendentury 15 Korpusu w Sarajewie, pozostając oficerem nadetatowym macierzystego pułku. W 1900 został przeniesiony z korpusu oficerów piechoty do urzędu intendentów wojskowych z równoczesnym przeniesiem do Intendentury 15 Korpusu. W 1902 został przeniesiony do Intendentury 2 Korpusu w Wiedniu. W 1908 zdał w Wiedniu egzamin na sztabowego oficera intendentury i został przeniesiony do Komendy 48 Dywizji Piechoty w Banja Luce (od 1909 w Sarajewie) na stanowisko szefa intendentury. W latach 1910–1918 służył w Intendenturze 15 Korpusu w Sarajewie.
24 listopada 1918 został przydzielony do Polskiej Wojskowej Komisji Likwidacyjnej w Wiedniu. 4 stycznia 1919 został formalnie przyjęty do Wojska Polskiego z byłej armii austro-węgierskiej, z zatwierdzeniem posiadanego stopnia pułkownika intendenta i przydzielony z dniem 28 grudnia 1918 do Departamentu Gospodarczego Ministerstwa Spraw Wojskowych w Warszawie. Następnie na stanowisku szefa sekcji w Departamencie VII MSWojsk. 3 czerwca 1919 został przeniesiony do Dowództwa Okręgu Generalnego „Kraków” na stanowisko szefa intendentury. Na tym stanowisku 1 maja 1920 został zatwierdzony z dniem 1 kwietnia 1920 w stopniu generała podporucznika, w Korpusie Intendenckim, w grupie oficerów byłej armii austro-węgierskiej.
Od 27 grudnia 1921 był zastępcą szefa Administracji Armii. 3 maja 1922 został zweryfikowany w stopniu generała brygady ze starszeństwem z dniem 1 czerwca 1919 i 6. lokatą w korpusie generałów.
Od 1 października 1923 pozostawał w dyspozycji Ministerstwa Spraw Wojskowych. Z dniem 31 października 1924 został przeniesiony w stan spoczynku, na własną prośbę, po uzyskaniu prawa do pełnego uposażenia emerytalnego oraz z powodu trwałej niezdolności do służby wojskowej stwierdzonej na podstawie przeprowadzonej superrewizji. Osiadł w Krakowie. W 1931 został filistrem honorowym Korporacji Akademickiej K!Capitolia. Zmarł 13 września 1932 w Krakowie. Został pochowany na Cmentarzu Wojskowym przy ul. Prandoty.
4 czerwca 1900 ożenił się z Pauliną z Friedrichów, z którą miał troje dzieci: Roberta (1902–1932), Elżbietę (ur. 1907) i Adolfa (ur. 1910). 

## Awanse
- kadet (niem. Kadett) – starszeństwo z 1 września 1885[26]
- kadet-zastępca oficera (niem. Kadett-Offizierstellvertreter) – starszeństwo z 1 września 1885[27]
- porucznik (niem. Leutnant) – starszeństwo z 1 listopada 1888[28]
- nadporucznik (niem. Oberleutnant) – starszeństwo z 1 maja 1893[29]
- podintendent wojskowy (niem. Militärunterintendant)[a] - starszeństwo z 1 maja 1900[8]
- intendent wojskowy (niem. Militärintendant)[b] - starszeństwo z 1 listopada 1909[14]
- nadintendent wojskowy 2 klasy (niem. Militäroberintendant 2. Klasse)[c] - starszeństwo z 1 listopada 1914[17]
- nadintendent wojskowy 1 klasy (niem. Militäroberintendant 1. Klasse)[d] - starszeństwo z 1 listopada 1917[19]
- generał podporucznik intendent - 1 maja 1920 zatwierdzony z dniem 1 kwietnia 1920
- generał brygady - 3 maja 1922 zweryfikowany ze starszeństwem z dniem 1 czerwca 1919 w korpusie generałów

## Ordery i odznaczenia
W czasie służby w c. i k. Armii otrzymał:
- Krzyż Rycerski Orderu Franciszka Józefa z dekoracją wojenną,
- Brązowy Medal Zasługi Wojskowej na wstążce Krzyża Zasługi Wojskowej,
- Złoty Medal Jubileuszowy Pamiątkowy dla Sił Zbrojnych i Żandarmerii,
- Krzyż Jubileuszowy Wojskowy,
- Krzyż Pamiątkowy Mobilizacji 1912–1913[19].